# Kerani
Kerani ist eine Ortschaft im Departamento La Paz im Hochland des südamerikanischen Andenstaates Bolivien.

## Lage im Nahraum
Kerani ist der zentrale Ort des Kantons Kerani im Municipio Batallas in der Provinz Los Andes und liegt auf einer Höhe von 3967 m auf dem bolivianischen Altiplano. Der Titicacasee im Südwesten ist etwa elf Kilometer entfernt, 30 km nordöstlich der Ortschaft liegt der Höhenzug der Cordillera Muñecas, die hier Gipfelhöhen von bis zu 6000 m erreicht.

## Geographie
Kerani liegt auf der bolivianischen Hochebene zwischen den Anden-Gebirgsketten der Cordillera Occidental im Westen und der Cordillera Central im Osten. Die Region weist ein ausgeprägtes Tageszeitenklima auf, bei dem die mittlere Temperaturschwankung im Tagesverlauf deutlicher ausfällt als im Verlauf der Jahreszeiten.
Die Jahresdurchschnittstemperatur der Region liegt bei 9 °C, die mittleren Monatswerte schwanken nur unwesentlich zwischen 6 °C im Juli und 10 °C im November und Dezember (siehe Klimadiagramm Batallas). Der Jahresniederschlag beträgt etwa 600 mm, die Monatsniederschläge liegen zwischen unter 15 mm in den Monaten Juni bis August und zwischen 100 und 120 mm von Dezember bis Februar.

## Verkehrsnetz
Kerani liegt in einer Entfernung von 67 Straßenkilometern nordwestlich von La Paz, der Hauptstadt des gleichnamigen Departamentos.
Von La Paz führt die Nationalstraße Ruta 2 über El Alto und Villa Vilaque in nordwestlicher Richtung bis Patamanta und Palcoco. Drei Kilometer hinter Palcoco zweigt eine asphaltierte Landstraße nach Norden ab und erreicht nach zwölf Kilometern Peñas und nach weiteren neun Kilometern Kerani.

## Bevölkerung
Die Einwohnerzahl der Ortschaft ist in dem Jahrzehnt zwischen den beiden letzten Volkszählungen um ein Drittel zurückgegangen:
| Jahr | Einwohner         | Quelle       |
| ---- | ----------------- | ------------ |
| 1992 | keine Detaildaten | Volkszählung |
| 2001 | 299               | Volkszählung |
| 2012 | 209               | Volkszählung |
| 2024 |                   | Volkszählung |

Die Region weist einen hohen Anteil an Aymara-Bevölkerung auf, im Municipio Batallas sprechen 93,9 Prozent der Bevölkerung Aymara.